# Snedkeri
Snedkeri er snedkerens håndværk, som går ud på at bearbejde og sammenføje arbejdsemner af træ. Man skelner normalt mellem bygningssnedkeri (husbygning og andet grovere snedkerarbejde) og fint snedkerarbejde, der omfatter møbler og indretning. En ældre betegnelse for den, der udfører snedkeri, er en træsmed. En tømrers arbejde er grovere end en snedkers. I skolefaget sløjd (træsløjd) udførtes snedkeri.
Snedkeri er også betegnelsen på et snedkerværksted eller træforarbejdende virksomhed.
Et huggehus som kendt fra Emil fra Lønneberg (snickarbod) anvendtes til snedkeri, til tømrerarbejde og til brændehugning i gamle dage, hvor man var selvforsynende.